# Acido ftalico
L'acido ftalico è un composto chimico di formula {\displaystyle {\ce {C8H6O4}}} che in condizioni normali si presenta come un solido cristallino incolore.

## Storia
Fu preparato per la prima volta nel 1836 dal chimico francese Auguste Laurent per ossidazione del tetracloruro di naftalene e, supponendo fosse un derivato del naftalene, fu battezzato acido naftalenico. Fu lo svizzero Jean Charles Galissard de Marignac a determinarne la formula esatta, in base alla quale Laurent scelse il nome attuale.

## Struttura e caratteristiche fisiche
Si tratta di uno dei tre isomeri dell'acido benzo-dicarbossilico. Presenta due gruppi carbossilici (-COOH) in posizione orto ed è l'acido coniugato dello ione ftalato (1-).
Il composto presenta le seguenti caratteristiche:
- massa monoisotopica = 166.02661 g/mol
- 2 donatori di legami a idrogeno
- 4 accettori di legami a idrogeno
- 2 legami ruotabili
- area polare = 74,6 Å²
- 12 atomi pesanti
- pressione di vapore = 6,4 × 10−6 mmHg
- potere calorifico = 19.657,03 J/g
- calore specifico = 1.138 J/kg-K a 27 °C

Quando viene riscaldato emana fumi irritanti acri. Il prodotto può dare origini ad esplosioni in caso le particelle o i granuli entrino in contatto con l'aria.

## Abbondanza e disponibilità
Oltre che nell'uomo, il composto è naturalmente presente in:
- Allium ampeloprasum[12]
- Vaccinium macrocarpon[13]
- Angelica sinensis[14]
- Streptomyces sparsus[15]
- Terminalia chebula[16]
- Papaver somniferum[17]
- Acanthophora spicifera[18]
- Aspergillus fumigatus[19]
- Phaseolus vulgaris[20]
- Cocos nucifera[21]
- Persicaria minor[22]
- Persicaria hydropiperoides[22]

Il composto può essere presente in suoli ricchi di sostanza organica a base di lignina (fenoli) che può essere a sua volta convertito in diacidi aromatici per azione microbica.

## Sintesi del composto
Il composto può essere prodotto in forma concentrata dalla reazione tra acqua calda e il tributil tin-ftalato. Inoltre viene prodotto attraverso l'ossidazione catalitica del naftalene nella rispettiva anidride che viene successivamente idrolizzata:
{\displaystyle {\ce {C10H8 + KMnO4 -> C8H4O3 + H2O -> C8H6O4}}}

## Reattività e caratteristiche chimiche
Il composto è classificato come un acido debole solubile in alcol, poco solubile in acqua ed etere, insolubile in cloroformio.
Il composto si decompone a 191 °C formando anidride ftalica per eliminazione d'acqua.
Sono disponibili diversi spettri della sostanza:
- spettro NMR 13C: 2 picchi principali a 128 e 133 ppm con due picchi secondari a 135 e 169 ppm
- spettro NMR 1H: 14 picchi compresi tra 7,40 e 7,49 ppm
- spettro GC-MS: 5 picchi, il principale a 105 m/z
- spettro MS-MS: 4 picchi, il principale a 149 m/z
- spettro LC-MS: 2 picchi, il principale a 77,0391 m/z
- spettro UV-Vis: picco massimo a 1.730
- spettro FTIR: picco compreso tra 1.610 e 1.750 cm−1

## Biochimica
Lo Pseudomonas è in grado di trasformare l'acido ftalico nell'acido 4,5-diidrossiftalico.

## Farmacologia e tossicologia

### Effetto del composto ed usi clinici
Il composto è un inibitore del polipeptide 2B1 responsabile del trasporto di anioni organici.

### Tossicologia
Gli operai coinvolti nella produzione dell'acido ftalico possono sviluppare: congiuntiviti, epistassi, atrofia della mucosa nasale, disfonia, tosse e bronchiti.

## Applicazioni
Viene utilizzato:
- come additivo alimentare indiretto
- nella produzione di tinture, fenoftaleina, ftalimmide, acido antranilico
- nella sintesi di profumi
- nella preparazione di reagenti di laboratorio

## Impatto ambientale
Il composto è riconosciuto come prodotto della trasformazione di Folpet, Picoxystrobin, Acequinocyl, Phosmet, Napropamide e Dithianon nell'ambiente. Il composto viene degradato sia in ambiente aerobico che anaerobico.
Se rilasciato nell'aria è presente sia sotto forma di vapore che legato alle particelle in sospensione. La fase vapore, con un'emivita di 13 giorni, viene degradata attraverso reazioni fotochimiche che portano alla formazione di radicali idrossilici. La frazione legata alle particelle viene rimossa per deposizione secca o umida. Il composto è inoltre potenzialmente suscettibile a fotolisi.
È stato misurato il tasso della degradazione fotochimica del composto sia in acqua dolce (3,06x10−5/sec) che in acqua salata (2.01x10−5/sec) che corrispondono rispettivamente a un'emivita di 6,29 ore e 6,78 ore. Uno studio ha inoltre dimostrato che concentrazioni di composto pari a 12,5 e 50 mg/L riversate nel Mississippi sono scomparse dopo 2,5-5 settimane.
Se rilasciato nel suolo, l'acido ftalico ha un'elevata mobilità (Koc = 2 - 31).
Il fattore di bioconcentrazione del composto pari a 3 suggerisce che esso abbia un basso potenziale di bioaccumulo negli organismi acquatici.